# Шератон Алеппо (отель)
Sheraton Aleppo — пятизвёздочный отель, ранее входивший в сеть Sheraton. Открыт в 2007 году в пределах исторических стен города Алеппо, Сирия. Расположен на улице Аль-Хандак, в районе Акаба, недалеко от часовой башни Баб аль-Фарадж.
Архитектура этого отеля отражает старинный традиционный стиль алеппских зданий, гармонично сочетая исторический фасад XV века с современными интерьерами. В шестиэтажном здании, рассчитанном на 199 номеров и люксов, есть открытый бассейн, современный тренажерный зал и разнообразные рестораны и бары.
В январе 2012 года компания Starwood прекратила все отношения с отелем из-за санкций США против Сирии. С тех пор отель больше не является официальным членом сети Sheraton. Во время гражданской войны в Сирии Aleppo Sheraton был преобразован сирийской армией в военные казармы, поскольку находился на территории, которую они контролировали.
Боевые действия в Алеппо закончились в декабре 2016 года, и в 2018 году отель вновь открыл свои двери для гостей. Отель продолжает использовать название и логотип Sheraton без соответствующего разрешения.